# Neudau
Neudau är en ort och kommun i distriktet Hartberg-Fürstenfeld i förbundslandet Steiermark i Österrike.
Kommunen består av två orter (Ortschaften) (inom parentes invånarantal 1 januari 2024):
- Neudau (1 315)
- Unterlimbach (227)

Kommunen fick sin nuvarande form den 1 januari 2015 då Unterlimbach i kommunen Limbach bei Neudau överfördes till Neudau.